# 찰스 B. 스미스
찰스 브래드퍼드 스미스(Charles Bradford Smith, 1916년 5월 7일 ~ 2004년 5월 27일)는 미국의 군인이다.
제2차 세계대전과 한국 전쟁에 참전했다. 한국 전쟁 초기 오산 죽미령에서 조선인민군과 처음 교전한 유엔군 소속 미군 지상군 부대인 일명 스미스 특수임무부대(Task Force Smith)의 지휘관으로 유명하다. 육군 준장으로 퇴역했다.

## 생애

### 생애 초기와 제2차 세계대전
1916년 5월 7일 미국 뉴저지주 렘버트빌에서 출생하였다. 1939년 뉴욕의 미국 육군사관학교를 졸업하고 하와이의 오아후 지역 미국 제25보병사단 제35연대 스코필드 배럭스(Schofield Barracks)에 배치되어 첫 근무를 시작했고, 35연대의 한 중대를 지휘했다. 1941년 12월 7일 일본의 진주만 침공 당시 일본군이 진주만과 오아후의 다른 섬을 공격하자 스미스는 본부의 부대와 함께 섬의 수비 위치로 가서 방어하였으며 또한 바다에 빠진 조종사를 구출한 공로로 군인 훈장을 수상했다.
1942년 말, 제25사단 일원으로 과달카날로 항해하여 일본군과 싸웠다. 1944년에 미국으로 돌아와 캔자스주의 포트 리븐워스(Fort Leavenworth) 지휘부에 근무하며 미국 육군지휘참모대학교에 다녔다. 그리고 조지아주 포트 베닝(Fort Benning)에서 교관으로 근무하고, 그 후 워싱턴 DC에 있는 국방부에 배치되어 3년 반 동안 근무했다.
1949년 스미스 중령은 일본 구마모토에 주둔한 미국 제24보병사단 제21보병연대 제1대대 지휘관으로 근무하였다.

### 한국 전쟁
1950년 6월 30일 한반도에 미국 지상군 투입이 결정되자, 스미스 중령은 특수임무부대장으로 임명되어 1대대의 B중대와 C중대를 중심으로 406명으로 편성된 부대를 이끌고 이다츠게 비행장을 출발, 7월 1일 08시 45분 부산에 도착하였으며, 이날 20시에 기차로 부산에서 출발하여 7월 2일 08시에 대전에 도착한 후, 그 날 밤 경기도 오산 북방 죽미령을 점령하고 대대지휘소를 평택에 설치하였다. 7월 4일에 사단포병 제52대대장 밀러 오스본 페리(Miller Osborne Perry)중령이 A포대를 인솔해 와 합류함으로써 보병과 포병을 통합한 하나의 특수임무부대가 되었다.
T-34 전차를 앞세운 조선인민군 2개 보병연대와 1개 전차연대 병력에 맞서, 7월 5일 장맛비 속에 치러진 6시간의 전투에서 조선인민군의 전차 6대를 파괴하고 42명을 사살하는 한편 80여 명에게 부상을 입혔으며, 미군은 540명(포병 134명 포함) 중 181명(전사 150명, 실종 31명)이 목숨을 잃었다. 유엔군의 일원으로 미 지상군이 한국전에서 치른 첫 전투였다. 치열한 전투 끝에 부대가 포위되자 스미스 대대장은 후퇴 명령을 내렸다. 스미스 부대는 조선인민군의 진격을 7시간 동안 저지하는 데 그쳤지만 미군 참전을 확인한 조선인민군이 전열을 재정비하면서 열흘을 벌어 낙동강 전선 구축에 토대가 됐다는 평가가 있다. 스미스는 이 전투에서 패퇴하였지만 적은 병력과 부족한 장비에도 용감히 싸운 공로로 수훈 십자장을 받았다. 이후 계속 제24보병사단 제21보병연대의 1대대장으로 활동한 스미스는 1950년 10월 17일 황해도 해주에서 전공으로 은성 훈장을 받았다. 1950년 11월 1일 신의주 남쪽 30km 지점까지 북진했다가 중국인민지원군의 개입으로 후퇴한 뒤 11월 10일 전출 명령을 받고 미국으로 돌아갔다.

### 한국 전쟁 이후
한국에서 돌아온 후, 그는 버지니아주의 포트 먼로, 포트 맥아더, 캘리포니아주 그리고 펜실베이니아주의 칼라일에 있는 육군 대학과 육군 야전 부대에서 근무했다. 그는 또한 이탈리아 나폴리에서 3년 동안 나토 남부 사령부에서 근무했다. 그 후 스미스는 조지아주의 포트 베닝으로 옮겨가 제3보병사단 제15보병연대를 지휘했다. 그는 독일 뷔르츠부르크에 부임했고 3년간 선임 참모를 지냈다. 버지니아주 노퍽에 있는 육군 해군 대학의 조교로 근무했다. 그 후 메릴랜드주 포트 미드에서 제2군 참모장이 되었다. 준장으로 콜로라도주 포트 커슨(Fort Carson)에서 제5사단 부사단장으로 근무했다. 1965년에 준장으로 퇴역했다.
1975년 7월과 1987년 7월 두 차례 한국을 방문하여 오산 죽미령 전투 전몰 장병 추도식 및 유엔군 초전 기념식에 참석했다. 첫 방문 때인 1975년 7월 4일 대한한국 정부로부터 태극무공훈장을 받았고전사한 전우들에게 영광을 돌렸다.
군에서 퇴역한 이후 애리조나주 스코츠데일에 거주하였으며, 모토로라 반도체 부서의 이사를 역임하였다. 2004년 5월 27일 자택에서 심장마비로 사망했다.

## 상훈
미국의 수훈 십자장, 육군공로훈장(Army Distinguished Service Medal), 은성 훈장, 훈공장, 군인훈장(Soldier's Medal) 그리고 대한민국의 태극무공훈장을 수여받았다.

## 같이 보기
- 오산 전투

## 참고 문헌
- IMDb (Internet Movie Database)
- Veterrans History Project
- The Mall of VALOR PROJECT
- Find a Grave